# Sounhadj Attoumane
Pour les articles homonymes, voir Attoumane.
Sounhadj Attoumane né en 1962 à Anjouan est un homme politique et cardiologue comorien.

## Biographie
Sounhadj Attoumane obtient son doctorat en médecine dans les années 1990 à l'Université de Rennes. De 1993 à 1997, il exerce au Centre hospitalier mémorial France - États-Unis à Saint-Lô. 
En 1997, il rentre dans son pays natal, et ouvre le premier service de cardiologie des Comores, à Moroni. Il est alors le seul cardiologue du pays et a comme patients des personnalités dont le président de l'union des Comores et l'avocat Saïd Larifou.
En 2010, il devient ministre de la Santé et porte-parole du Gouvernement sous la présidence de Ahmed Abdallah Mohamed Sambi. Il opère alors un plan de restructuration du personnel hospitalier afin d'améliorer la formation, les conditions de travail, et le plan de carrière des médecins. Il quitte ses fonctions l'année suivante, lors de l'arrivée au pouvoir de Ikililou Dhoinine.
Sounhadj Attoumane devient directeur de cabinet du gouverneur de Anjouan, puis l'un des membres fondateurs du parti Juwa en 2013, le nouveau parti de l'ex-président Sambi,. En juillet 2016 il est élu Secrétaire général adjoint du parti puis exclu en juillet 2017 pour s'être opposé au président Sambi. Il porte l'affaire en justice, remporte le procès et réintègre ses fonctions au sein du parti.
De 2016 à juillet 2019, il est conseiller du président Azali Assoumani, chargé de la santé et de la protection sociale. Il est ensuite promu secrétaire général de la présidence.

## Vie privée
Sounhadj Attoumane a six enfants.